# Zdzisław Kawala
Zdzisław Kawala (ur. 1939, zm. 2002) – polski inżynier chemik. Absolwent Politechniki Wrocławskiej. Od 2002 profesor na Wydziale  Chemicznym Politechniki Wrocławskiej.